# Le Roman de Thèbes
Le Roman de Thèbes est un roman, librement adapté de La Thébaïde de Stace (elle-même réécriture du mythe antique d'Étéocle et de Polynice), écrit par un clerc anonyme. La date de rédaction du premier manuscrit est estimée à l'an 1150. On considère ce texte comme l'un des plus anciens romans français (ou le plus ancien selon la définition que l'on donne au mot « roman »).

## Résumé
Après un incipit dans lequel le clerc formule une exigence morale de partage du savoir, le récit proprement dit commence avec la légende d’Œdipe, légende qui n'est pas présente dans la Thébaïde. Pour un public médiéval encore peu habitué à la culture grecque, il importe au clerc de raconter successivement la naissance du héros, les prophéties qui l'entourent, sa fuite de Corinthe, le meurtre de son père, sa victoire sur le Sphinx, le couple royal qu'il forme avec sa mère et la manière dont il se crève les yeux après avoir compris le drame de son existence.
Les deux fils d'Œdipe, Étéocle et Polynice, décident alors de se partager à tour de rôle, un an chacun, le pouvoir à Thèbes. Polynice profite de son année pour voyager jusqu'à Argos, où il devient l'ami fidèle de Tydée. Tous deux s'illustrent par leur bravoure auprès du roi Adraste, dont ils épousent chacun l'une des filles. 
Cependant, une fois l'année révolue, Étéocle ne quitte pas le trône. Polynice exige son dû et envoie Tydée à la cour de Thèbes. Le roi l'en chasse et désire le faire exécuter sur la route du retour, mais Tydée massacre cinquante assaillants au lieu-dit du Malpertuis et renvoie l'unique survivant prévenir Étéocle de la fureur qui va s'abattre sur Thèbes.
Une fois le messager revenu, Polynice, aidé de son beau-père, rassemble une armée coalisée pour assiéger Thèbes. En chemin, les Grecs festoient chez le roi Lycurgue, dont ils ont vengé le fils tué par un serpent, tuent le monstre Astarot, qui a repris la place et le rôle du Sphinx dans le défilé qui conduit à Thèbes, et, dans un épisode ajouté par le clerc médiéval, s'empare de la forteresse de Monflor par une ruse de guerre.
Le siège de Thèbes proprement dit commence ensuite, mais ni assiégeants, ni assiégés ne parviennent à prendre l'ascendant sur l'autre camp. Au cours des multiples assauts et sorties qui ponctuent le récit, de nombreux héros tombent. L'archevêque Amphiaraüs au char forgé par Vulcain meurt avalé par un gouffre qui se creuse sous lui, conformément à ce qu'il avait lu dans les signes, et sa mort spectaculaire et surnaturelle plonge l'armée grecque dans la consternation. Peu après, c'est un jeune et beau héros thébain, Atys, le fiancé d'Ismène, qui tombe involontairement sous les coups de Tydée alors qu'il cherchait à briller aux yeux des dames appuyées sur la muraille. Tydée, modèle de courtoisie, regrette son geste, alors que le Tydée de Stace était dépeint comme un monstre furieux et cannibale, mais il est tué par un archer et son corps est l'objet d'une âpre dispute, qui voient les Thébains ramener le cadavre en leurs murs pour venger tous les morts qu'il leur a causés.
Cependant le siège n'en finit pas, et les deux camps hésitent à mettre un terme à la querelle. Le clerc ajoute deux épisodes qui augmentent la tension dramatique d'une guerre éprouvante. Tout d'abord, les Grecs, conduits par Hippomédon, mènent une expédition de ravitaillement auprès des Bulgares. Dans le même temps, les Grecs capturent le fils de Daire le Roux, influent noble thébain, qui, pour sauver son fils et pour achever le conflit, propose à Étéocle de partager le royaume avec son frère. Le roi refuse net, et Daire le Roux tente alors un coup de force en permettant à des troupes grecques de monter dans une tour, mais l'opération est un échec. Au cours d'un long procès, Daire le Roux est finalement acquitté par ses pairs, en particulier Othon, qui défend l'idée que Daire le Roux n'a fait que donner un sage conseil au roi, qui l'a refusé avec violence.
Le conflit s'achève dans un ultime bain de sang. Galvanisé par la beauté de la fille de Daire le Roux, Salamandre, Étéocle opère une sortie individuelle contre les Grecs et tue Parthénopée. Polynice accourt et tue son frère, mais celui-ci, dans un dernier geste, le poignarde. Les Grecs, menés par Adraste, lancent un dernier assaut contre les murailles, au cours duquel ils périssent tous, à l'exception d'Adraste, de Capanée et d'un soldat aussitôt envoyé comme messager à Argos. Dans une autre version, Capanée injurie les dieux et se fait foudroyer lors de son assaut contre Thèbes.
Les Argiennes viennent alors toutes pleurer leurs époux et leurs amants sous les murs de Thèbes, et envoient une délégation à Athènes supplier le duc - Thésée dans La Thébaïde - de venir au secours des Grecs. En pleine déroute, Adraste croise l'armée du duc d'Athènes, qui le venge en mettant à sac Thèbes et en exécutant Créon, élu roi depuis la mort d'Étéocle.
Le clerc achève son récit en décrivant les ravages de la guerre dans la région et en appelant à tenir une conduite plus mesurée.

## Contexte de création

### Une production de la cour Plantagenêt
La cour de Henri II Plantagenêt, roi d'Angleterre et rival du roi de France sur le continent après son mariage avec la duchesse Aliénor d'Aquitaine, qui lui accorde la Guyenne, est l'un des centres culturels de l'Occident du XIIe siècle. La langue littéraire dominante de cette première littérature française est alors le dialecte anglo-normand, dialecte d'écriture de La Chanson de Roland, du Roman d'Enéas ou encore du Roman de Thèbes.
Le rayonnement culturel de la cour Plantagenêt doit se comprendre dans la concurrence politique entre les royaumes de France et d'Angleterre. Sans être clairement identifiés comme tels, la trilogie antique que forment les romans de Thèbes, de Troie et d'Enéas, toujours réunis soit tous les trois, soit par groupes de deux dans les manuscrits médiévaux, trilogie à laquelle il faut ajouter le Roman de Brut, qui raconte la fondation mythique du royaume de Grande-Bretagne, semblent être, aux dires de la critique, des productions destinées à légitimer de manière prestigieuse la jeune dynastie anglo-angevine en la rattachant, comme l'avaient déjà fait les Capétiens, à une mythique origine troyenne.
Ceci expliquerait quelques détails surprenants dans le roman, tels la référence au mythique forgeron Galant, dont les comtes d'Anjou disaient posséder une épée dans leur trésor, ou la description du bouclier d'Etéocle, sur lequel est peinte une paire de jambes de femmes, à l'imitation de Guillaume IX d'Aquitaine, le grand-père d'Aliénor. Cette hypothèse donnerait également un sens à ce conflit fratricide pour une cour qui sort tout juste des affrontements entre les fils de Guillaume le Conquérant pour le trône d'Angleterre.

### Les souvenirs de la Croisade
Bien que le récit ait pour cadre la Grèce antique, des souvenirs des croisades se mêlent à la description des personnages et des armées. Les Grecs se rendent ainsi auprès des Bulgares, dont le pays est un immense champ de blé comme l'ont décrit les chroniqueurs médiévaux, après un épisode de famine qui n'est pas sans rappeler le difficile siège d'Antioche, tandis que les Thébains ont pour alliés des Petchénègues et des Maures. Certains personnages historiques sont directement invoqués, à l'exemple de Godefroi de Bouillon, alors célèbre héros d'une chanson de geste à son nom, en comparaison avec l'archevêque Amphiaraüs.
Aux souvenirs de la Première Croisade se mêlent également ceux de la Reconquista, à l'image du personnage de Garsiavarre, probablement originaire de Navarre, ou d'Alon, qui a conquis sa monture contre un Almoravide sous les murs de Blaye.
Certains critiques ont lu cet arrière-plan de la croisade pour opposer grecs et Thébains. Jean-Charles Payen voit en effet une nette partialité de l'auteur pour les Grecs et un mépris des Thébains, présentés comme fourbes et cruels, à l'image de leur roi parjure, et en conclut que le clerc "n'hésite pas à faire du conflit entre les Thébains et le reste des Grecs un colossal affrontement entre l'Orient et l'Occident." Néanmoins, le roman échappe au manichéisme de la littérature de croisade, car les Grecs comptent eux aussi dans leurs rangs des combattants musulmans menés par l'Almoravide Salomande et Jordan d'Afrique. Le clerc ne semble pas faire une lecture idéologique aussi nette du mythe grec que ne le dit Jean-Charles Payen. 

## Analyse

### Le Roman de Thèbesetla Thébaïde
Si l'auteur connaît indéniablement l'œuvre originelle, il pratique cependant un anachronisme systématique afin de rendre compréhensible pour le public aristocratique du XIIe siècle un récit antique. Ainsi, la mythologie païenne, si présente chez Stace, est évacuée, hormis l'oracle d'Apollon quant au destin d’Œdipe, la mention de la forge de Vulcain et la descente d'Amphiaraüs aux Enfers, au profit d'une christianisation des pratiques rituelles grecques: Amphiaraüs est un archevêque et les Thébains enterrent leurs morts au lieu de les brûler. Dans le même temps, les combattants antiques sont présentés comme des chevaliers médiévaux, et les descriptions de leurs duels reprennent tous les stéréotypes de la chanson de geste.

### Le Roman de Thèbeset la chanson de geste
Premier roman français, le Roman de Thèbes ne peut que se confronter au genre dominant qu'est la chanson de geste, et plus particulièrement à La Chanson de Roland, à laquelle sont comparés nombre des héros de Stace. L'auteur multiplie à ce titre les motifs épiques bien connus du public nobiliaire. Mais l'intérêt du Roman de Thèbes réside dans la complexification de la représentation guerrière: loin d'être unilatérale comme La Chanson de Roland, elle fait preuve d'un certain pessimisme, appuyé sur le cynisme de Stace, qui fait naître en creux un humanisme médiéval et clérical attaché au débat, à la raison et à la vie plutôt qu'à la fureur guerrière et au désir suicidaire.

### Entreclergieetchevalerie
Bien que marqué à la fois par le récit de Stace et le style épique de la chanson de geste, Le Roman de Thèbes doit à son auteur, un clerc au fait de la culture aristocratique, au point qu'il réduit considérablement les descriptions originelles des prémices du conflit et amplifie à l'inverse les descriptions stéréotypées des combats, une représentation plus nuancée de la violence guerrière. Comme le montre l'épisode de Monflor, c'est la ruse - celles des barons vénitiens devant Monflor - et l'intelligence - dans la description monumentale du char d'Amphiaraüs qui condense tous les savoirs médiévaux -, valeurs cléricales, qui triomphent, là où échouent les héroïques assauts guerriers. Mais plus encore, selon Francine Mora, le roman met en scène les déboires et les dangers que courent les bachelers, ces jeunes guerriers qui ne cherchent dans le combat qu'une occasion de briller aux yeux de leur dame. C'est en somme toute la culture guerrière du XIIe siècle, à la fois sacrificielle et courtoise, qui se trouverait subtilement condamnée entre les lignes par un clerc peu enclin à soutenir une idéologie de la violence.

#### Éditions et traductions
- Le Roman de Thèbes, éd. et trad. d’Aimé Petit, Paris, Honoré Champion, 2008
- Le Roman de Thèbes, éd. et trad. de Francine Mora-Lebrun, Paris, Lettres Gothiques, 1995

#### Ouvrages et articles
- Dufournet Jean, « La Thébaïde de Stace et le Roman de Thèbes – À propos du livre de G. Donovan », in Revue des Langues Romanes 82.1-2 (1976), p. 139-160
- Haugeart Philippe, Du Roman de Thèbes à Renaut de Montauban, une genèse sociale des représentations familiales, Paris, PUF, 2002
- Langlois Ernest, « Chronologie des romans de Thèbes, d’Eneas et de Troie », in Bibliothèque de l’École des Chartes 66.1 (1905), p. 107-120
- Logié Philippe, Bazin-Tacchella Sylvie et Hélix Laurence, Le Roman de Thèbes, Neuilly, Atlande, 2002
- Mora Francine, « Les combats dans le Roman de Thèbes : le clerc et les chevaliers. », L'information littéraire 1/2003 (Vol. 55) , p. 42-52
- Messerli Sylviane, Œdipe enténébré. Légendes d’Œdipe au XIIe siècle, Paris, Honoré Champion, 2002
- Papp Annette, « Destin et Fortune dans le Roman de Thèbes », in Colloque sur le Roman de Thèbes (Göttingen, janvier 1987), Romanistische Zeitschrift für Literaturgeschichte tome 12, 1988
- Petit Aimé, Aux origines du roman – Le Roman de Thèbes, Paris, Honoré Champion, 2010
- Petit Aimé, L’anachronisme dans les romans antiques du XIIe siècle : le Roman de Thèbes, le Roman d’Enéas, le Roman de Troie, le Roman d’Alexandre, Paris, Honoré Champion, 2002
- Quitin Françoise, « Péché et Pénitence dans le Roman de Thèbes », in Colloque sur le Roman de Thèbes (Göttingen, janvier 1987), Romanistische Zeitschrift für Literaturgeschichte tome 12, 1988
- Ribémont Bernard, « À propos d’un épisode du Roman de Thèbes : la ‘Dairéide’ ou la trahison et le jugement de Daire le Roux », in Revue des Langues Romanes 108.2 (2004), p. 507-526
- Ribémont Bernard, Études sur le Roman de Thèbes, Orléans, Paradigme, 2002